# Bóng chày tại Đại hội Thể thao châu Á
Bóng chày tại Đại hội Thể thao châu Á là một nội dung thi đấu thuộc hệ thống các môn thể thao tại Asian Games – sự kiện thể thao đa môn lớn nhất châu Á, được tổ chức bốn năm một lần dưới sự điều hành của Hội đồng Olympic châu Á (OCA). Môn bóng chày lần đầu tiên được đưa vào chương trình thi đấu chính thức tại Đại hội Thể thao châu Á năm 1994, tổ chức tại Hiroshima, Nhật Bản – quốc gia có nền bóng chày phát triển hàng đầu khu vực. Kể từ đó, bóng chày trở thành một phần không thể thiếu trong các kỳ đại hội có sự tham gia của nhiều quốc gia châu Á, chủ yếu là Đông Á và Đông Nam Á. Tuy nhiên, số lượng đội tuyển tham dự còn hạn chế do mức độ phổ biến không đồng đều giữa các quốc gia.
Kể từ khi được đưa vào chương trình thi đấu chính thức tại ASIAD năm 1994, môn bóng chày đã chứng kiến sự thống trị của các quốc gia có nền bóng chày phát triển mạnh như Nhật Bản, Hàn Quốc và Đài Bắc Trung Hoa. Những đội tuyển này thường xuyên góp mặt trong các trận chung kết và giành huy chương vàng qua nhiều kỳ đại hội. Đội tuyển thành công nhất là Hàn Quốc với 6 lần lên ngôi vô địch.

## Tóm tắt kết quả
| Năm  | Chủ nhà           |                     | Chung kết   | Chung kết           | Chung kết           |             | Tranh hạng 3 | Tranh hạng 3 | Tranh hạng 3 |
| Năm  | Chủ nhà           | Vô địch             | Tỷ số       | Á quân              | Hạng 3              | Tỷ sô       | Hạng 4       |              |              |
| 1994 | Hiroshima         | · Nhật Bản          | 6–5         | · Hàn Quốc          | · Đài Bắc Trung Hoa | 9–4         | · Trung Quốc |              |              |
| 1998 | Bangkok           | · Hàn Quốc          | 13–1 (F/7)  | · Nhật Bản          | · Đài Bắc Trung Hoa | 10–6        | · Trung Quốc |              |              |
| 2002 | Busan             | · Hàn Quốc          | 4–3         | · Đài Bắc Trung Hoa | · Nhật Bản          | 7–4         | · Trung Quốc |              |              |
| 2006 | Doha              | · Đài Bắc Trung Hoa | No playoffs | · Nhật Bản          | · Hàn Quốc          | No playoffs | · Trung Quốc |              |              |
| 2010 | Quảng Châu        | · Hàn Quốc          | 9–3         | · Đài Bắc Trung Hoa | · Nhật Bản          | 6–2         | · Trung Quốc |              |              |
| 2014 | Incheon           | · Hàn Quốc          | 6–3         | · Đài Bắc Trung Hoa | · Nhật Bản          | 10–0 (F/7)  | · Trung Quốc |              |              |
| 2018 | Jakarta–Palembang | · Hàn Quốc          | 3–0         | · Nhật Bản          | · Đài Bắc Trung Hoa | 10–0 (F/8)  | · Trung Quốc |              |              |
| 2022 | Hàng Châu         | · Hàn Quốc          | 2–0         | · Đài Bắc Trung Hoa | · Nhật Bản          | 4–3         | · Trung Quốc |              |              |

## Bảng huy chương
| Hạng               | Đoàn                    | Vàng | Bạc | Đồng | Tổng số |
| ------------------ | ----------------------- | ---- | --- | ---- | ------- |
| 1                  | Hàn Quốc (KOR)          | 6    | 1   | 1    | 8       |
| 2                  | Đài Bắc Trung Hoa (TPE) | 1    | 4   | 3    | 8       |
| 3                  | Nhật Bản (JPN)          | 1    | 3   | 4    | 8       |
| Tổng số (3 đơn vị) | Tổng số (3 đơn vị)      | 8    | 8   | 8    | 24      |

## Quốc gia tham dự
| Đội tuyển         | 1990 | 1994 | 1998 | 2002 | 2006 | 2010 | 2014 | 2018 | 2022 | Số lần tham dự |
| ----------------- | ---- | ---- | ---- | ---- | ---- | ---- | ---- | ---- | ---- | -------------- |
| Trung Quốc        | 4th  | 4th  | 4th  | 4th  | 4th  | 4th  | 4th  | 4th  | 4th  | 9              |
| Đài Bắc Trung Hoa | 1st  | 3rd  | 3rd  | 2nd  | 1st  | 2nd  | 2nd  | 3rd  | 2nd  | 9              |
| Hồng Kông         |      |      |      |      |      | 7th  | 7th  | 6th  | 6th  | 4              |
| Indonesia         |      |      |      |      |      |      |      | 7th  |      | 1              |
| Nhật Bản          | 3rd  | 1st  | 2nd  | 3rd  | 2nd  | 3rd  | 3rd  | 2nd  | 3rd  | 9              |
| Lào               |      |      |      |      |      |      |      | 10th | 8th  | 2              |
| Mông Cổ           |      | 6th  |      |      |      | 7th  | 7th  |      |      | 3              |
| Pakistan          |      |      |      |      |      | 5th  | 5th  | 5th  |      | 3              |
| Philippines       |      |      | 5th  | 5th  | 6th  |      |      |      | 5th  | 4              |
| Singapore         |      |      |      |      |      |      |      |      | 9th  | 1              |
| Hàn Quốc          | 2nd  | 2nd  | 1st  | 1st  | 3rd  | 1st  | 1st  | 1st  | 1st  | 9              |
| Sri Lanka         |      |      |      |      |      |      |      | 9th  |      | 1              |
| Thái Lan          |      | 5th  | 6th  |      | 5th  | 5th  | 5th  | 8th  | 7th  | 7              |
| Số đội            | 4    | 6    | 6    | 5    | 6    | 8    | 8    | 10   | 9    |                |